# Isel

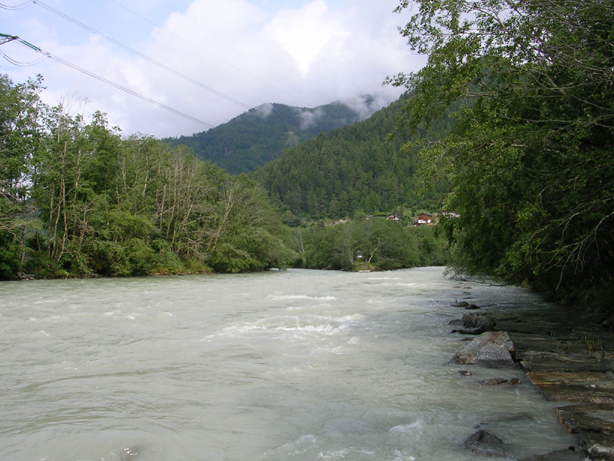
Il Tauernbach (destra) sfocia nell'Isel presso Matrei

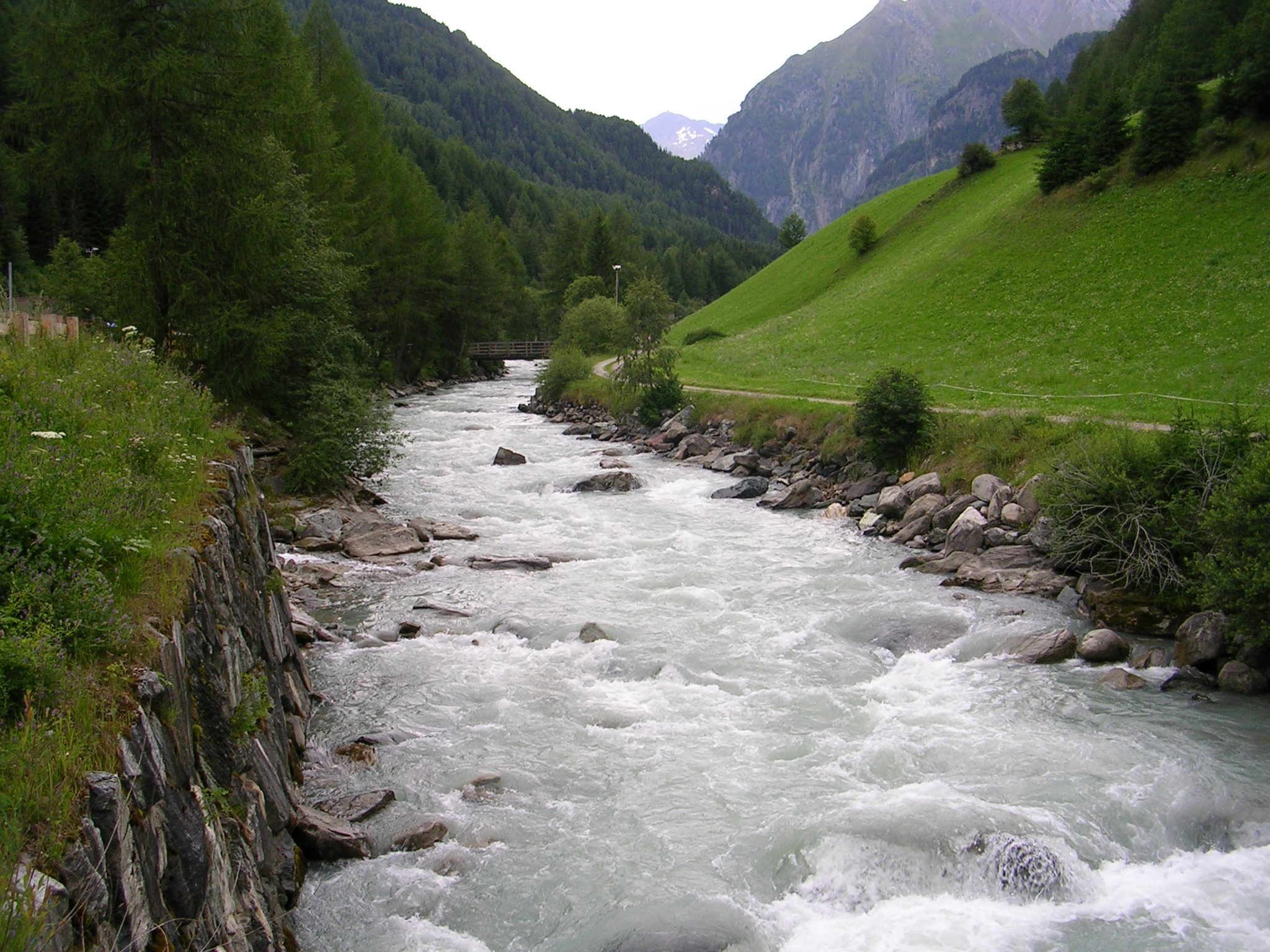
L'Isel presso Prägraten

L'Isel è un fiume dell'Austria (Tirolo orientale). Nasce nell'Umbaltal a 2400 metri e scende poi lungo la Virgental (dove viene anche chiamato Kleine Isel, cioè Piccolo Isel). A Matrei riceve le acque del Tauernbach (e da qui viene chiamato Grosse Isel, cioè Grande Isel). Da qui il fiume prosegue lungo l'omonima valle, fino a giungere (a 670 m s.l.m.) a Lienz, dove sfocia nella Drava. Lungo i suoi 57,26 chilometri percorre un dislivello di 1730 metri; il suo bacino copre un'area di 1200,86 km², mentre la sua portata media è di 48 m³/s. Oltre al già citato Tauernbach, altri importanti affluenti sono il Kalserbach e lo Schwarzach.
Tra le principali località attraversate oltre a Matrei e Lienz spicca Virgen.